# Sacramento Republic
Der Sacramento Republic Football Club, kurz Sacramento Republic, ist ein Franchise der Profifußball-Liga USL Championship aus Sacramento, Kalifornien.

## Geschichte

### Gründung
Am 3. Dezember 2012 wurde durch die USL Pro bekannt gegeben, dass zur Saison 2014 ein Team aus Scramento teilnehmen werde. Der Name und das Wappen der Mannschaft wurden durch ein öffentliches Voting entschieden. Am 15. Juli 2013 wurde der ehemalige Nationalspieler der USA, Preki, als erster Trainer verpflichtet. Zu Beginn der ersten Saison wurden ca. 5000 Dauerkarten verkauft.

### Erste Saison
Sacramento Republic gab sein Debüt in der USL Pro am 26. April 2014. Gegen die Harrisburg City Islanders unterlag man mit 1:2. Insgesamt sahen 20.231 Zuschauer das Spiel im ausverkauften Hughes Stadium, was einen neuen Rekord in der USL Pro bedeutete. Mit 17 Siegen aus 28 Spielen in der Regular Season belegte die Mannschaft am Ende der Saison den 2. Platz. In den anschließenden Play-offs setzte man sich gegen Orlando City sowie die Richmond Kickers durch und erreichte das Finale um die USL PRO Championship. Hier gewann die Mannschaft gegen die Harrisburg City Islanders mit 2:0 und gewann damit die erste Meisterschaft in der ersten Saison. Im Lamar Hunt U.S. Open Cup startete der Republic FC in der zweiten Runde. Nach Siegen gegen Ventura County Fusion und Fresno Fuego – beide Gegner spielten in der USL PDL – unterlag man in der vierten Runde den San José Earthquakes.

### Entwicklung seit 2015
In der zweiten Saison schaffte es die Mannschaft wiederum in die vierte Runde des U.S. Open Cup. Dort musste man sich erneut den San José Earthquakes, diesmal im Elfmeterschießen, geschlagen geben. Am 8. Juli 2015 wurde bekannt, dass der bisherige Trainer Preki den Klub verlassen und nach England gehen werde. Am 12. Juli 2015 wurde mit Paul Buckle ein neuer Trainer vorgestellt. Der Engländer hatte zuletzt den englischen Fußballverein Cheltenham Town trainiert. Sportlich erreichte man unter Buckle 2015 einen 5. Platz in der Western Conference in der United Soccer League. In den anschließenden Play-offs schied die Mannschaft schon in der ersten Runde aus.
Im Oktober 2019 wurde bekannt gegeben, dass das Franchise ab der Saison 2022 in der Major League Soccer antreten werde. Damit wäre Sacramento Republic nach den LA Galaxy, CD Chivas USA (2014 aufgelöst), den San José Earthquakes und dem Los Angeles FC das fünfte MLS-Franchise aus Kalifornien. Die Mannschaft soll dazu in ein neues Stadion umziehen, das 20.100 Plätze fassen und 300 Millionen US-Dollar kosten soll. Aufgrund der COVID-19-Pandemie wurde der Eintritt im Juli 2020 auf die Saison 2023 verschoben.
Im Februar 2021 gab die Liga bekannt, dass der Einstieg von Sacramento Republic auf unbestimmte Zeit verschoben worden sei, da sich der Hauptinvestor Ron Burkle aufgrund der Auswirkungen der Corona-Pandemie dagegen entschieden habe.

## Wappen und Farben
Die offiziellen Farben von Sacramento Republic sind Rot, Ahorn-Grün und Eierschalen-Gelb. Das Wappen hat die klassische Schildform; darauf befindet sich ein Nautischer Stern und ein kalifornischer Grizzlybär. Der Bär findet sich auf der Staatsflagge von Kalifornien wieder. Außerdem befindet sich der lateinische Schriftzug Urbs Indomita, welcher übersetzt ungezügelte Stadt bedeutet.

## Stadion
- Charles C. Hughes Stadium; Sacramento, Kalifornien (2014)
- Papa Murphy’s Park; Sacramento, Kalifornien (2014–)

Die ersten Heimspiele in der Saison 2014 wurden im Charles C. Hughes Stadium ausgetragen. Das Stadion liegt auf dem Gelände des Sacramento City College. Insgesamt bietet es Platz für 20.311 Zuschauer. Mitten in der Saison 2014 wechselte man das Heimstadion und zog ins Bonney Field um. Das neue errichtete Fußballstadion befindet sich auf dem Gebiet der California Exposition and State Fair (Cal Expo) in der Stadt. Es wurde 2014 fertiggestellt und bietet Platz für 8000 Zuschauer. Zur Saison 2015 wurde das Stadion auf 11.442 Plätze erweitert. Das Stadion wurde 2017 in Papa Murphy’s Park umbenannt.

## Spieler und Mitarbeiter

### Trainerstab
Stand: 4. April 2021
- Mark Briggs (Cheftrainer)
- Colin Falvey (Assistenztrainer)
- Matt Glaeser (Torwarttrainer)

## Erfolge
United Soccer League
- Sieger: 2014

## Saisonstatistik
| Jahr | Ligenstufe | Liga    | Regular Season | Play-offs                | U.S. Open Cup | Zuschauerdurchschnitt   |
| ---- | ---------- | ------- | -------------- | ------------------------ | ------------- | ----------------------- |
| 2014 | 3          | USL Pro | 2. Platz       | Sieger                   | 4. Runde      | 11.293 (USL Pro Rekord) |
| 2015 | 3          | USL     | 4. Platz       | Conference 1. Runde      | 4. Runde      | 11.329 (USL Rekord)     |
| 2016 | 2          | USL     | 1. Platz       | Conference Viertelfinale | 3. Runde      | 11.514                  |
| 2017 | 2          | USL     | 8. Platz       | Conference Halbfinale    | 5. Runde      | 11.569                  |
| 2018 | 2          | USL     | 2. Platz       | Conference Viertelfinale | 5. Runde      | 11.311                  |
| 2019 | 2          | USL     | 7. Platz       |                          |               |                         |